# エノック・オムワンバ
エノック・オムワンバ（Enoch Omwamba、1993年4月4日 - ）は、ケニア共和国出身の陸上競技選手（長距離種目）。ケニア・ナイクル高校卒。山梨学院大学現代ビジネス学部卒業。三菱重工マラソン部所属。身長170cm、体重54kg。血液型O型。

## 略歴
ケニア西部のカウンティ（郡）キシイで8人兄弟の5番目として生まれる。中学時代に先生に勧められて陸上を始めると800m・1500mでカウンティの大会を優勝するなど直ぐに頭角を現し、高校まで中距離の選手として活躍する。
高校時代、ケニア選手権を視察していた同じキシイ族のステファン・マヤカ（真也加ステファン）の目に留まり、彼のスカウトを受け山梨学院大学に入学する。オムワンバ曰く、ケニアの部族ではカレンジン族が陸上競技に秀でており、「キシイの僕が（ケニア選手権の）準決勝に進んだだけで目立てた」ことがマヤカにスカウトされた理由であると考えている。来日時点で長距離の競技経験はまだ1年に満たなかった。
大学1年時の2012年、日本学生対抗選手権では10000メートル競走と5000メートル競走で共に優勝した。駅伝でもエースとして、出雲全日本大学選抜駅伝競走ではアンカーの6区（10.2km）を29分23秒で走り区間賞を取った。全日本大学駅伝対校選手権大会では、2区を区間新記録となる37分16秒で走った。2013年1月の第89回箱根駅伝ではエース区間である2区で出走。レース前は「10位前後でタスキを受け、徐々にスピードを上げていき、ラスト5kmからトップ争い」するプランを立てていたが、1区の走者は16位と苦戦、1位との差が2分以上開いた状態で鶴見中継所を走り出した。そこからは前を走るランナーを抜き去ることだけを考えて走り、個人区間2位の1時間9分32秒で2区を走破、チームを4位に浮上させた。この時記録した12人抜きは、大学の先輩であるメクボ・ジョブ・モグスに並ぶ1年生のごぼう抜き最多記録であった。なお、区間賞は同じく12人を抜き首位で継走したガンドゥ・ベンジャミン（日本大学）に譲った。
2年以降は怪我に悩まされ、特にロードレースでは本来の力を発揮できないことが多かった。第90回箱根駅伝は2区途中で疲労骨折による棄権、3年時の第91回箱根駅伝では2区エントリーも前年12月31日の練習中にアキレス腱を痛め当日にエントリー変更となった。
4年時は膝を痛めた影響で出雲・全日本をいずれも欠場。第92回箱根駅伝一本に絞って調整を進め、オムワンバ自身は「70%くらいのコンディション」まで状態を戻していたが、最終的に上田誠仁監督はレース前日にオムワンバの出場回避を決断した。前述2駅伝をオムワンバの代役として走り、共に区間賞を獲得する活躍を見せた同胞の1年生・ドミニク・ニャイロが当日2区に出走し、オムワンバはニャイロのサポートに徹した。
一方でこの間もトラック種目では輝かしい結果を残した。関東インカレでは1500mで4連覇を達成し、4年時の3分35秒69は日本学生記録。5000mでも2年から3連覇を達成した。日本インカレでは3年時に1500mと5000mの2冠を達成した。
大学では浮き沈みのある4年間を過ごしたが、その経験を買われ、卒業後は三菱日立パワーシステムズ長崎マラソン部（MHPS、のち合弁解消に際して三菱重工へチーム移管）で競技を継続。2019年の全日本実業団対抗駅伝競走大会総合2位（2区区間9位）、全日本実業団対抗陸上競技選手権大会10000m優勝などの実績を残した。MHPSへの入社当時はコンディションの更なる回復後に中距離でのオリンピック代表選出を見据えていたが、完調に至らないことやプロ選手としての自身の伸びしろなどを熟考し、2022年、打診を受けていた指導者に転身。引き続き三菱重工に籍を置き同年はアシスタントコーチ兼任選手、その後2024年1月までに現役を引退し、2025年1月現在ではコーチとして活動している。

## 主な戦績
- 2012年 関東インカレ 1500m 3分45秒92 優勝
- 2012年 関東インカレ 5000m 13分48秒34 2位
- 2012年 関東インカレ 10000m 28分18秒93 優勝
- 2012年 日本インカレ 5000m 13分53秒53 優勝
- 2012年 日本インカレ 10000m 28分58秒77 優勝
- 2012年 出雲駅伝 6区（10.2km） 29分23秒 区間賞
- 2012年 全日本大学駅伝 2区（13.2km） 37分16秒 区間新記録
- 2013年 箱根駅伝 2区（23.2km） 1時間09分32秒 区間2位
- 2013年 丸亀国際ハーフマラソン 1時間01分15秒 2位
- 2013年 関東インカレ 1500m 3分39秒16 優勝・大会新記録
- 2013年 関東インカレ 5000m 13分31秒54 優勝
- 2013年 関東インカレ 10000m 28分15秒80 優勝
- 2013年 箱根駅伝予選会 20K　57分57秒　個人1位
- 2013年 全日本大学駅伝 8区（19.7km） 58分10秒 区間2位
- 2014年 箱根駅伝 2区（23.2km） 9.6km過ぎで疲労骨折により途中棄権
- 2014年 関東インカレ 1500m 3分48秒66 優勝
- 2014年 関東インカレ 5000m 13分36秒96 優勝
- 2014年 日本インカレ 1500m 3分39秒01 優勝
- 2014年 日本インカレ 5000m 13分40秒21 優勝
- 2015年 関東インカレ 5000m 13分35秒35 優勝
- 2015年 関東インカレ 1500m 3分35秒69 優勝・大会新記録・日本学生新記録
- 2015年 日本インカレ 5000m 13分40秒78 3位
- 2016年 九州実業団対抗毎日駅伝大会 2区（7.4km） 20分50秒 区間2位（チームは初優勝）
- 2017年 全日本実業団対抗駅伝競走大会 2区（8.3km） 22分58秒 区間17位（チームは初入賞）
- 2017年 九州実業団対抗毎日駅伝大会 2区（7.4km） 20分57秒 区間賞（チームは2連覇）
- 2018年 全日本実業団対抗駅伝競走大会 2区（8.3km） 23分18秒 区間20位
- 2019年 全日本実業団対抗駅伝競走大会 2区（8.3km） 22分44秒 区間9位（チームは準優勝）
- 2019年 全日本実業団対抗陸上競技選手権大会 10000m 27分47秒36 優勝
- 2020年 全日本実業団対抗駅伝競走大会 2区（8.3km） 23分12秒 区間25位

### 自己ベスト
- 800m 1分49秒2（2009年6月16日）
- 1500m 3分35秒69（2015年 関東インカレ）　※日本学生記録
- 5000m 13分28秒41（2015年 金栗記念選抜陸上中長距離熊本大会）
- 10000m 27分47秒36（2019年 第67回全日本実業団対抗陸上競技選手権大会）
- 10マイル 46分25秒
- 20km 57分57秒（2013年 立川・箱根駅伝予選会）
- ハーフマラソン 1時間01分15秒（2013年 丸亀国際ハーフマラソン）